# تلون، اوکبر، اربیس ترتیوس
تلون، اوکبر، اربیس ترتیوس (انگلیسی: Tlön, Uqbar, Orbis Tertius) یک داستان کوتاه به قلم نویسندهٔ آرژانتینی خورخه لوئیس بورخس است. این داستان نخستین بار در می ۱۹۴۰ در مجلهٔ سور چاپ شد. پس‌گفتاری که در سال ۱۹۴۷ به داستان افزوده شد هفت سال پس از ماجرای آن اتفاق می‌افتد و به آن حسی از آناکرونیسم می‌بخشد. اولین ترجمهٔ داستان به انگلیسی در ۱۹۶۱ صورت گرفت.
داستان، که از دید اول‌شخص روایت می‌شود، با اشتباهی در صحافی یک دانشنامه شروع می‌شود و کل داستان را به یک مقاله دائرةالمعارفی از یک تمدن خیالی اختصاص دارد. این تمدن و مردمانش برای هیچ شی‌ای نام ندارند بلکه آن‌ها را توصیف می‌کنند.